# Большая Уссурка
Больша́я Уссу́рка — река на Дальнем Востоке России, в Приморском крае. Один из наиболее крупных притоков реки Уссури.
До 1972 года — река Има́н. Переименована после вооружённого конфликта за остров Даманский.

## География

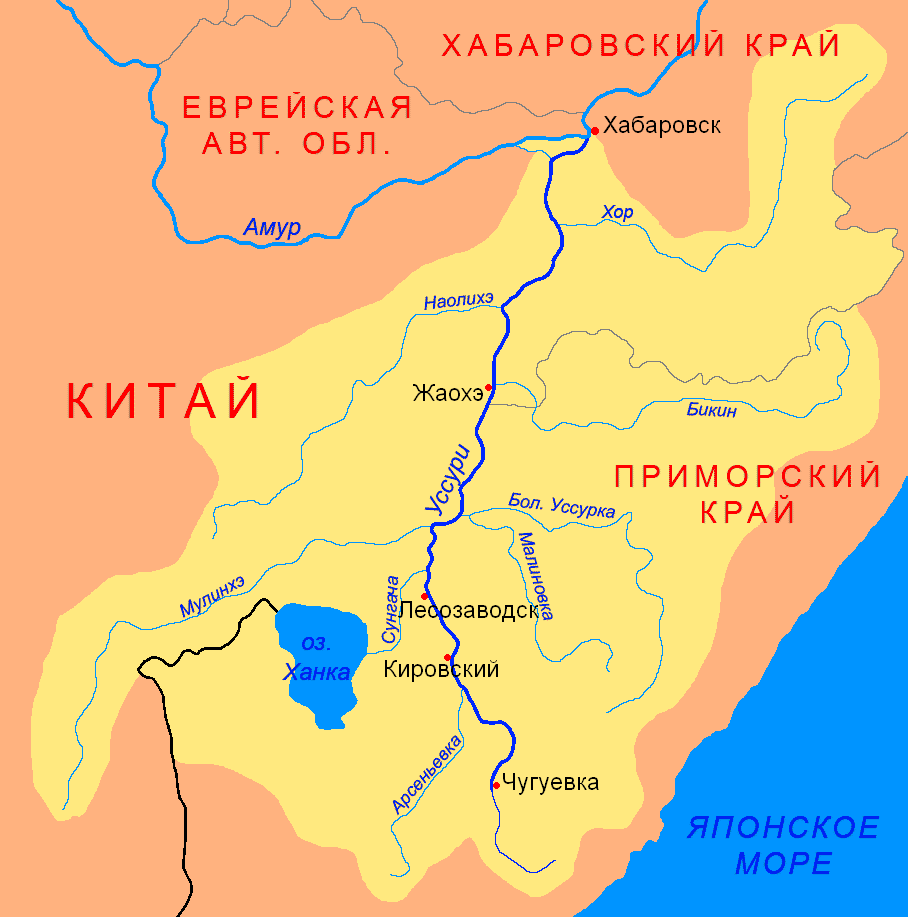
Бассейн Уссури

Длина — 440 км, площадь бассейна — 29 600 км². Берёт начало в Дальнегорском городском округе на западных склонах Центрального Сихотэ-Алиня и у города Дальнереченск впадает в реку Уссури на расстоянии 357 км от её устья. Речная сеть бассейна наиболее развита в верхней и средней его частях.
Дно реки в верхнем течении каменистое, ниже каменно-галечное и галечное. В нижнем течении на глубоких плесах дно имеет песчаную и песчано-галечную структуру.
Берега реки в верхнем течении очень крутые и даже обрывистые, высотою 1,5—2,5 м, чаще являются непосредственно опускающимися в воду, отвесными скальными склонами сопок. В среднем и нижнем течении реки берега, чаще всего высотою 1,0—2,0 м, также обрывистые, но сложены рыхлыми суглинистыми и супесчанистыми грунтами. Русло реки умеренно-извилистое, ширина в среднем 80—100 м. Во время паводков в местах расширения долины река может разливаться на ширину 200—300 м. Глубина потока также варьирует в больших пределах: на мелководьях от 0,5 до 1,3 м, на плесах до 2—4 м.

### Крупные притоки
(расстояние от устья)
- 12 км — река Малиновка (лв)
- 41 км — река Маревка (пр)
- 87 км — река Наумовка (лв)
- 176 км — река Дальняя (пр)
- 206 км — река Перевальная (лв)
- 230 км — река Арму (пр)
- 302 км — река Колумбе (пр)

### Населённые пункты у реки, сверху вниз
- Красноармейский район:

Мельничное (левый берег), Дерсу (правый берег), Островной (на острове), Дальний Кут (п. б.), Крутой Яр (л. б.), Вострецово (п. б.), Рощино (л. б.), Богуславец (л. б.), Таборово (л. б.), Новокрещенка (п. б.), районный центр Новопокровка (л. б.), Гончаровка (л. б.), Лукьяновка (л. б.), Саровка (п. б.), Вербовка (л. б.), Покровка (п. б.), Гоголевка (л. б.);
- Дальнереченский район:

Звенигородка (л. б.), Речное (л. б.), Сальское (п. б.);
- город Дальнереченск (л. б.)

Пешеходное движение по мосту через Большую Уссурку на федеральной автотрассе «Уссури» (недалеко от Дальнереченска) запрещено.

## Данные водного реестра
По данным государственного водного реестра России и геоинформационной системы водохозяйственного районирования территории РФ, подготовленной Федеральным агентством водных ресурсов:
- Бассейновый округ — Амурский
- Речной бассейн — Амур
- Речной подбассейн — Уссури (российская часть бассейна)
- Водохозяйственный участок — Большая Уссурка
- Код водного объекта — 20030700312118100055803

## Водный туризм
Из-за большой протяжённости реки, условия сплава от верховьев к устью значительно изменяются. Если от Дальнереченска до Вострецово возможен подъём небольших катеров, то в самых верховьях с трудом сплавляются одноместные резиновые лодки. На большем протяжении реки и по самым крупным притокам возможно движение батов (современные баты — длинные узкие лодки из кедровой доски с подвесным мотором). До 1970-х баты поднимались до Дальнегорского района, до устья р. Базовой, где была лодочная пристань. В настоящее время сплав по Большой Уссурке начинается, как правило, от Второго Моста (автодорога Тайга — Мельничное). Ниже этого места река доступна для всех лодок и надувных плотов.
Река в верхнем и среднем течении протекает по межгорной долине, прорезанной через западные отроги Сихотэ-Алиня, и течёт одним руслом. Исключение составляют участки между устьем р. Глухоманка и устьем р. Колумбе. Здесь река разбивается на протоки, так называемые «разбои». Ниже с. Мельничное, приняв справа крупный приток — р. Колумбе, Большая Уссурка снова течёт среди хребтов уже большой полноводной рекой. Несмотря на высокую залесённость бассейна, заломов в русле немного. После устья р. Дальней, долина круто поворачивает на запад, выполаживается, река начинает разбиваться на протоки.
Основные препятствия:
1. Урочище «Петли» в верхнем течении. Пороги, острые обломки скал на перекатах при маловодье, прижимы к скалистому берегу на крутых поворотах.
2. Урочище «Разбои» ниже устья р. Глухоманка. Узкие извилистые протоки с заломами и топляками.
3. Паромная переправа у с. Дальний Кут
4. Глухие протоки и заломы выше с. Вострецово.